# Garnet Bailey
Garnet Edward Bailey, namngavs även som Garnet Ace Bailey och Ace Bailey, född 13 juni 1948, död 11 september 2001, var en kanadensisk professionell ishockeyforward som tillbringade tio säsonger i den nordamerikanska ishockeyligan National Hockey League (NHL), där han spelade för Boston Bruins, Detroit Red Wings, St. Louis Blues och Washington Capitals. Han producerade 278 poäng (107 mål och 171 assists) samt drog på sig 633 utvisningsminuter på 568 grundspelsmatcher.
Bailey spelade också för Edmonton Oilers i World Hockey Association (WHA); Hershey Bears i American Hockey League (AHL); Oklahoma City Blazers, Houston Apollos och Wichita Wind i Central Hockey League (CHL) samt Edmonton Oil Kings i Canadian Major Junior Hockey League (CMJHL).
Han som spelare vann Stanley Cup, tillsammans med Boston Bruins, för säsongerna 1969–1970 och 1971–1972.
Efter spelarkarriären var Bailey spelande assisterande tränare för Houston Apollos (1979–1980) och sen tränare för Wichita Wind (1980–1981). Mellan 1981 och 1994 var han talangscout för Edmonton Oilers. Under den tiden vann Oilers Stanley Cup för säsongerna 1983–1984, 1984–1985, 1986–1987, 1987–1988 och 1989–1990. Från 1994 och fram tills hans död 2001 arbetade Bailey som chef för talangscouting för Los Angeles Kings.
Den 11 september 2001 skulle Bailey och talangscoutskollegan Mark Bavis flyga mellan Boston och Los Angeles. Deras flygplan var United Airlines Flight 175, det flygplan som blev kapad och senare flög in i World Trade Centers södra torn på Manhattan i New York. Båda omkom och händelsen var en av händelserna som blev kallat 11 september-attackerna.

## Statistik
| 1964–1965       | Edmonton Oil Kings    | ASHL            | —   | —   | —   | —   | —   | 3  | 1 | 1  | 2  | 12 |
| 1965–1966       | Edmonton Oil Kings    | ASHL            | 25  | 14  | 18  | 32  | 27  | 8  | 1 | 3  | 4  | 10 |
| 1966–1967       | Edmonton Oil Kings    | CMJHL           | 56  | 47  | 46  | 93  | 177 | 9  | 7 | 6  | 13 | 16 |
| 1967–1968       | Oklahoma City Blazers | CPHL            | 34  | 8   | 13  | 21  | 67  | 7  | 0 | 5  | 5  | 36 |
| 1968–1969       | Boston Bruins         | NHL             | 8   | 3   | 3   | 6   | 10  | 1  | 0 | 0  | 0  | 2  |
|                 | Hershey Bears         | AHL             | 60  | 24  | 32  | 56  | 104 | 9  | 4 | 10 | 14 | 10 |
| 1969–1970       | Boston Bruins         | NHL             | 58  | 11  | 11  | 22  | 82  | —  | — | —  | —  | —  |
| 1970–1971       | Boston Bruins         | NHL             | 36  | 0   | 6   | 6   | 44  | 1  | 0 | 0  | 0  | 10 |
|                 | Oklahoma City Blazers | AHL             | 11  | 3   | 8   | 11  | 28  | —  | — | —  | —  | —  |
| 1971–1972       | Boston Bruins         | NHL             | 73  | 9   | 13  | 22  | 64  | 13 | 2 | 4  | 6  | 16 |
| 1972–1973       | Boston Bruins         | NHL             | 57  | 8   | 13  | 21  | 89  | —  | — | —  | —  | —  |
|                 | Detroit Red Wings     | NHL             | 13  | 2   | 11  | 13  | 16  | —  | — | —  | —  | —  |
| 1973–1974       | Detroit Red Wings     | NHL             | 45  | 9   | 14  | 23  | 33  | —  | — | —  | —  | —  |
|                 | St. Louis Blues       | NHL             | 22  | 7   | 3   | 10  | 20  | —  | — | —  | —  | —  |
| 1974–1975       | St. Louis Blues       | NHL             | 49  | 15  | 26  | 41  | 113 | —  | — | —  | —  | —  |
|                 | Washington Capitals   | NHL             | 22  | 4   | 13  | 17  | 8   | —  | — | —  | —  | —  |
| 1975–1976       | Washington Capitals   | NHL             | 67  | 13  | 19  | 32  | 75  | —  | — | —  | —  | —  |
| 1976–1977       | Washington Capitals   | NHL             | 78  | 19  | 27  | 46  | 51  | —  | — | —  | —  | —  |
| 1977–1978       | Washington Capitals   | NHL             | 40  | 7   | 12  | 19  | 28  | —  | — | —  | —  | —  |
| 1978–1979       | Edmonton Oilers       | WHA             | 38  | 5   | 4   | 9   | 22  | 2  | 0 | 0  | 0  | 4  |
| 1979–1980       | Houston Apollos       | CHL             | 7   | 1   | 0   | 1   | 0   | —  | — | —  | —  | —  |
| 1980–1981       | Wichita Wind          | CHL             | 1   | 0   | 0   | 0   | 2   | —  | — | —  | —  | —  |
| NHL totalt      | NHL totalt            | NHL totalt      | 568 | 107 | 171 | 278 | 633 | 15 | 2 | 4  | 6  | 28 |
| CPHL/CHL totalt | CPHL/CHL totalt       | CPHL/CHL totalt | 53  | 12  | 21  | 33  | 97  | —  | — | —  | —  | —  |